# Гайморотомия
Гайморотомия (новолат. highmorotomia; гайморо- (от лат. sinus Highmori — гайморова пазуха) + др.-греч. τομή — разрез, рассечение) — хирургическая операция вскрытия гайморовой (верхнечелюстной) пазухи с последующим удалением её патологического содержимого.
Применяют при кистоподобных образованиях верхней челюсти, при хронических полипозных и полипозно-гнойных синуситах, при одонтогенных гайморитах, для расширенного доступа к полости носа и носоглотки при удалении опухолей и пр.

## Методы
- Эндоназальная эндоскопическая гайморотомия
- Гайморотомия по методу Колдуэлл-Люка
- Доступ по Муру
- Доступ по Денкеру
- Операция по Зимонту
- Гайморотомия по Заславскому-Нейману[1]